# Death Wish – våldets fiende nr 1
Death Wish – våldets fiende nr 1 (originaltitel: Death Wish) är en amerikansk långfilm från 1974 i regi av Michael Winner.

## Handling
Bronsons rollfigur tar lagen i egna händer och rensar upp i den undre världen, sedan hans hustru mördats och dotter våldtagits och polisen inte förmått uppspåra förövarna.

## Om filmen
Filmen bygger på Brian Garfields bok med samma namn (på svenska Vän av ordning, 1975). Filmen väckte starka känslor både i USA och Sverige. Den har blivit hyllad som en film som är både realistisk och som tar upp en kamp emot gängvåld och gruppvåldtäkter i en tid då det diskuterades mycket om detta i samhället. Men den kallades även både för rasistisk och fascistisk av andra då det sågs som om den glorifierade våldsamma handlingar när huvudpersonen blir både domare och bödel och uppmanade folk att ta lagen i egna händer, samt det faktum att majoriteten av personer som avrättas i filmen är kriminella svarta och mexikaner.
Filmen fick fyra uppföljare, alla med Bronson i huvudrollen, och en nyinspelning kom 2018.

## Rollista (i urval)
- Charles Bronson - Paul Kersey
- Hope Lange - Joanna Kersey
- Vincent Gardenia - Frank Ochoa
- Steven Keats - Jack Toby
- William Redfield - Sam Kreutzer
- Stuart Margolin - Ames Jainchill
- Stephen Elliott - Polis
- Jeff Goldblum - Freak